# Moura Atlético Clube
El Moura AC es un equipo de fútbol de Portugal que milita en la Liga Regional de Beja, la quinta liga de fútbol más importante del país.

## Historia
Fue fundado el 17 de enero de 1942 en la localidad de Moura en el distrito de Beja y fue reconocido como club de utilidad deportiva para el país en 1977, aunque históricamente ha sido un equipo amateur que ha vagado en las ligas regionales la mayor parte de su historia.
Es uno de los equipos fundadores del Campeonato Nacional de Seniores en la temporada 2013/14 luego de obtener el ascenso de la Liga Regional de Beja la temporada anterior y han tenido esporádicas participaciones en la Copa de Portugal.

## Estadio
El club juega sus partidos de local en el Estádio do Moura Atlético Clube, ubicado en Moura y con capacidad para 3.000 espectadores.